# Quinto Fabio Máximo Serviliano
Quinto Fabio Máximo Serviliano (en latín, Quintus Fabius Maximus Servilianus) fue un político y militar de la República Romana. 

## Biografía
Por el agnomen Servilianus, fue adoptado de la gens Servilia por el cónsul del año 145 a. C. Quinto Fabio Máximo Emiliano. Era hermano uterino del cónsul del año 141 a. C. Cneo Servilio Cepión y del cónsul de 140 a. C. Quinto Servilio Cepión.
En 142 a. C. fue cónsul junto con Lucio Cecilio Metelo Calvo, y fue enviado por el Senado a Hispania Ulterior con objeto de enfrentarse a los lusitanos insurrectos de Viriato. Se le otorgaron dos legiones, sumando en total sus fuerzas 18000 infantes y 1600 jinetes, a los que más tarde añadió 300 jinetes númidas y una decena de elefantes de guerra enviados por el rey Micipsa. Su legado en esta campaña podría haber sido Quinto Cocio Aquiles, quien lo fuera bajo Quinto Cecilio Metelo Macedónico el año anterior en Celtiberia, y le acompañaba también Cayo Fannio como tribuno militar.
Serviliano llevó su ejército hasta la ciudad de Itucci en el bajo Guadalquivir (actualmente Escacena del Campo), donde superó un primer ataque lusitano. Tras recibir los refuerzos prometidos desde África, Serviliano estableció un campamento y marchó contra los lusitanos, obligándolos a huir, pero Viriato aprovechó el caos de la persecución para volver las tornas del combate y abatir a 3000 romanos. Serviliano se refugió en el campamento, donde el temor de las tropas y los continuos ataques de Viriato les forzó a volver a Itucci. El lusitano lo persiguió, pero también había sufrido importantes pérdidas y tuvo que volver a su territorio.
En 141 a. C. reemprendió la ofensiva saqueando cinco ciudades de la Beturia afines a Viriato, tras lo que ejecutó una expedición contra los conios del sur antes de volver a marchar en dirección a Lusitania. Por el camino sufrió la emboscada de dos capitanes de bandidos, Curio y Apuleyo, que atacaron con 10000 y llegaron a robar el botín momentáneamente antes de que Serviliano los derrotara. El romano tomó entonces las ciudades de Escadia, Gemela y Obólcola, bastiones de Viriato en la zona, y saqueó algunas otras, perdonando a las que se rendían. Capturó a 10000 prisioneros, de los que decapitó a 500 y vendió al resto, y a las fuerzas de un capitán de bandoleros llamado Cónnoba les cortó las manos.

Quinto Fabio Máximo, deseoso de debilitar y aplastar el espíritu de los insurrectos, obligó a su naturaleza más misericordiosa a adquirir severidad e incluso crueldad, abandonando por un tiempo toda bondad. Y las manos, separadas de los cuerpos, esparcidas por el suelo ensangrentado, eran realmente una advertencia formidable.
Valerio Máximo, Hechos y dichos memorables, II 7.11

Sin embargo, Viriato atacó por sorpresa a los romanos mientras asediaban la ciudad de Erisana (posiblemente Zalamea de la Serena). Viriato llegó a la ciudad por la noche y al alba había hecho retirarse a los romanos que trabajaban en las trincheras. Serviliano alineó el resto de su ejército para un contraataque, pero fue derrotado y acorralado en terreno desfavorable. Viriato aprovechó esta posición de control para obligar a Serviliano a rendirse y firmar un tratado en el que se concedía la independencia a Lusitania y el título de rey a Viriato.
El sucesor de Serviliano en el gobierno de Hispania, su hermano Quinto Servilio Cepión, no aceptó el tratado y continuó la lucha.
Además de político y militar, Serviliano fue sacerdote y miembro del colegio de pontífices, llegando a escribir doce libros sobre leyes sagradas.
Valerio Máximo le atribuye una censura, que los Fasti no confirman.